# Trevor Kletz
Trevor Asher Kletz (Darlington, 23 ottobre 1922 – Birmingham, 31 ottobre 2013) è stato un chimico britannico.
Autore prolifico nel campo della sicurezza nell'industria chimica, durante la sua carriera ha ricevuto prestigiosi riconoscimenti quali l'Ordine dell'Impero Britannico, la Fellowship of the Royal Academy of Engineering (FREng), la Fellowship of the Royal Society of Chemistry (FRSC), la Fellowship of the Institution of Chemical Engineers.
Uno dei maggiori promotori degli studi HAZOP nei primi anni 80, ha introdotto in anni più recenti il concetto di inherent safety
.

## Biografia

### Gioventù e istruzione
Kletz è nato nel 1922 a Darlington da una famiglia ebrea di origine russa.
Dopo gli studi alla The King's School di Chester si è laureato in Chimica all'Università di Liverpool nel 1944, cominciando a lavorare per la Imperial Chemical Industries nello stesso anno.

Durante la seconda guerra mondiale ha fatto parte della Home Guard. Si è sposato nel 1959, con due figli.

## Carriera

### Gli anni in ICI e l'HAZOP
Kletz ha cominciato a lavorare alla Imperial Chemical Industries, (ICI) come chimico ricercatore, per poi passare alla gestione di impianti di isoottano, acetone e fenoli.  È seguito un periodo nel Dipartimento Tecnico, in cui si è occupato di processo e avviamento impianti, e nel 1961 ha ricoperto il ruolo di vice direttore lavori per impianti di olefine.

Nel 1968 è diventato il primo Technical Safety Advisor, e in questo periodo l'ICI ha sviluppato le "analisi di pericolo e operabilità" attualmente note come HAZOP. Kletz è stato un forte sostenitore dell'HAZOP e l'autore del primo libro sull'argomento.

### Libri e conferenze, l'Inherent Safety
Dopo il suo pensionamento nel 1982, Kletz ha cominciato una seconda carriera come autore di libri e conferenziere sui temi della sicurezza nell'industria chimica di processo. Molti dei suoi libri trattano di casi studio di incidenti industriali, con un'analisi delle cause di tipo tecnico e legate al fattore umano.

Uno dei temi che ha sviluppato in questo periodo è stato quello della Inherent Safety, a partire da un suo articolo del 1978 intitolato "What you don't have, can't leak" fino al suo libro del 1984 sull'argomento "Cheaper, safer plants".

## Libri pubblicati

### Scritti da solo
- Cheaper, safer plants, or wealth and safety at work: notes on inherently safer and simpler plants (1984) IChemE ISBN 0-85295-167-1
- Improving Chemical Engineering Practices: A New Look at Old Myths of the Chemical Industry (1989) Taylor & Francis, ISBN 0-89116-929-6;
- Critical Aspects of Safety and Loss Prevention (1990) Butterworths ISBN 978-0-408-04429-5;
- Plant Design for Safety – a user-friendly approach (1991) Taylor & Francis ISBN 978-1-56032-068-5;
- Lessons from Disaster – How Organisations Have No Memory and Accidents Recur (1993) IChemE ISBN 0-85295-307-0;
- Learning from Accidents (1994/2001) Butterworth-Heinemann ISBN 0-7506-4883-X;
- Dispelling Chemical Engineering Myths (1996) Taylor & Francis, ISBN 1-56032-438-4;
- Process Plants – a handbook for inherently safer design (1998) Taylor & Francis ISBN 978-1-56032-619-9;
- What Went Wrong? Case Histories of Process Plant Disasters (1998) Gulf, ISBN 0-88415-920-5;
- Hazop and Hazan 4th ed (1999) Taylor & Francis, ISBN 0-85295-421-2;
- By Accident… a Life Preventing them in industry (2000) PFV, ISBN 0-9538440-0-5;
- An Engineer's View of Human Error 3rd ed (2001) IChemE, ISBN 0-85295-430-1;
- Still Going Wrong: Case Histories of Process Plant Disasters and How They Could Have Been Avoided (2003) Gulf, ISBN 0-7506-7709-0
- What Went Wrong?: Case Histories of Process Plant Disasters and How They Could Have Been Avoided 5th ed (2009) Butterworth-Heinemann/IChemE ISBN 1-85617-531-6;

### Scritti con altri autori
- Trevor Kletz, Paul Chung, Eamon Broomfield and Chaim Shen-Orr (1995) Computer Control and Human Error  IChemE, ISBN 0-85295-362-3;
- Trevor Kletz, Paul Amyotte (2010) Process Plants: A Handbook for Inherently Safer Design 2nd ed, CRC Press ISBN 1-4398-0455-9;

## Premi e riconoscimenti[4]
Kletz è stato un membro della Royal Academy of Engineering, della Royal Society of Chemistry, della Institution of Chemical Engineers (Icheme) e dell'American Institute of Chemical Engineers (AIChE).
Oltre ai riconoscimenti da parte dell'AIChE e dell'Icheme, ha ricevuto altri premi prestigiosi per i suoi lavori. Nel 1997 ha ricevuto l'Ordine dell'Impero Britannico per i suoi lavori nell'ambito della sicurezza industriale.
Nel 2009 ha ricevuto il Mond Award for Health and Safety da parte della Society of Chemical Industry, occasione in cui è stato definito un "padre fondatore" della sicurezza nell'industria chimica
Ha collaborato con l'Università di Loughborough, Leicestershire in veste di "visiting professor" di Ingegneria Chimica, e con la Texas A&M University come "adjunct professor" del Dipartimento Artie McFerrin di Ingegneria Chimica.